# Kornélie
Kornélie je ženské křestní jméno latinského původu. Je to ženská podoba jména Kornel a vykládá se jako „roh, pevná, vytrvalá“. Podle německého kalendáře má svátek 16. září. Další variantou jména je Kornelie.

## Kornélie v jiných jazycích
- Slovensky: Kornélia
- Německy: Kornelia nebo Cornelia
- Francouzsky: Cornélie
- Anglicky, italsky, španělsky, rumunsky: Cornelia
- Srbsky, rusky: Kornelija
- Polsky: Kornelia
- Maďarsky: Kornélia

## Známé nositelky jména
- Kornélia Kolářová Takácsová – česká kunsthistorička
- Kornelie Němečková – česká výtvarnice a ilustrátorka
- Nelly Gaierová – česká herečka